# Iznogoud (série télévisée d'animation)
Pour les articles homonymes, voir Iznogoud.
Iznogoud est une série télévisée d'animation française en 52 épisodes de 10 minutes, créée d'après le personnage de bande dessinée éponyme et diffusée en France entre le 11 octobre 1996 et le 16 mars 1997 sur Canal+, puis rediffusée de 1996 à 2001 sur France 2.
La série met en scène les aventures du terrible vizir Iznogoud à la cour du calife à Bagdad, cherchant à chaque épisode d'évincer le calife pour accéder au pouvoir suprême.

## Propriété et diffusion
La propriété de la série est passée à Disney en 2001 lorsque Disney a acquis Fox Kids Worldwide, qui comprend également Saban Entertainment. Mais la série n'est pas disponible sur Disney+,,.
Au Québec, elle a été diffusée à partir du 9 septembre 1996 à la Télévision de Radio-Canada.

## Voix françaises
- Gérard Hernandez : Iznogoud
- Henri Guybet : Dilat Laraht
- Luq Hamet : Le calife Haroun El Poussah
- Bernard Tiphaine : Personnages secondaires

- - Société de Doublage : SOFI

## Épisodes
1. Le lit escamoteur (The Hideaway Bed)
2. Chapeau ! (Hat's Off!)
3. Le catalogue magique (The Magic Catalogue)
4. Des astres pour Iznogoud (Iznogoud's Unlucky Star)
5. Voyage officiel (State Visit)
6. La marelle maléfique (Hopping Back to the Future)
7. L'élève d'Iznogoud (Iznogoud's Student)
8. Les yeux gros (Big Eyes)
9. La machine à remonter le temps (The Time Machine)
10. Ça grenouille dans le Califat (Croaking the Night Away)
11. La bonbonne de Gazbutahn (One for the Road)
12. Le mystérieux colleur d'affiches (The Mysterious Poster Hanger)
13. Le pique-nique (The Pic-Nic)
14. Le sosie (The Sultan's Double)
15. Le philtre occidental (The Westrn Potion)
16. Le génie (The Genie)
17. La croisière du Calife (The Crazy Cruise)
18. Le diamant de malheur (The Curse of the Diamond)
19. Les vacances d'été (In the Summertime)
20. Le terrible doreur (Goldfingers)
21. Le labyrinthe (The Maze)
22. Magie-fiction (Close Encounters of an Odd Kind)
23. Incognito (Incognito)
24. Le dodo fatal (Watch Out ! There's a Fly About)
25. Le sceptre du Calife (The Sultan's Sceptre)
26. Le défi (The Challenge)
27. La flûte à toutous (It's a Dogs Tune)
28. L'île des géants (Giant's Island)
29. La machine géniale (A Wonderful Machine)
30. Noirs dessins (The Sultan's Portrait)
31. Scandale au Califat (Tall Tales)
32. Élections au Califat (Elections in the Sultanate)
33. L'onguent mystérieux (The Mysterious Ointment)
34. Le dissolvant malfaisant (Mean Genie)
35. Le musée de cire (The Wax Museum)
36. L'invisible menace (The Invisible Threat)
37. Le miroir au zalouett (The Genie of the Mirror)
38. Le marchand d'oubli (The Memory Potion)
39. La potion du Cheik (The Sheik's Potion)
40. Sports dans le Califat (Slip Sliding in the Sultanate)
41. La chasse au tigre (The Tiger Hunter)
42. Le talisman du Tartare (Sweet Dreams)
43. Conte de fée (A Fairy Tale)
44. Les œufs d'Ur (Iznogoud's Nest Eggs)
45. Le tapis magique (The Magical Carpet)
46. Le chassé-croisé (Musical Chairs)
47. Le jour des fous (Nuts' Day)
48. La boîte à souvenirs (Magic Memories)
49. La route qui ne va nulle part (The Road to Nowhere)
50. La tête de turc (The Magic Puzzle)
51. L'île des souvenirs (Souvenir's Island)
52. La figurine magique (A Hairy Statuette)

## Produits dérivés

### DVD
- Iznogoud - Volumes 1 à 3 (26 octobre 2005) (ASIN B000A169XG)